# Thế vận hội Mùa đông 2026
Thế vận hội Mùa đông 2026, chính thức được gọi là Thế vận hội Mùa đông lần thứ XXV (tiếng Anh: 2026 Winter Olympics, tiếng Pháp: Les XXVes Jeux olympiques d'hiver; tiếng Ý: XXV Giochi olimpici invernali), và thường được gọi là Milano-Cortina 2026, là một sự kiện thể thao đa môn quốc tế sắp đến được dự kiến sẽ diễn ra từ ngày 6 đến ngày 22 tháng 2 năm 2026 ở các thành phố Milano và Cortina d'Ampezzo của Ý. Cuộc bầu chọn đã được tổ chức vào ngày 24 tháng 6 năm 2019 tại Phiên họp IOC lần thứ 134 ở Lausanne, Thụy Sĩ, tòa nhà của trụ sở chính IOC. Milano-Cortina được bầu làm chủ nhà, đánh bại Stockholm-Åre.
Đây sẽ là Thế vận hội thứ tư được tổ chức tại Ý và là Thế vận hội đầu tiên do Milano tổ chức. Đây sẽ là kỳ Thế vận hội đầu tiên có nhiều thành phố đồng đăng cai tổ chức. Nó sẽ đánh dấu kỷ niệm 20 năm của Thế vận hội Mùa đông 2006 tại Torino và kỷ niệm 70 năm của Thế vận hội Mùa đông 1956 tại Cortina d'Ampezzo.

## Chạy đua đăng cai

### Bầu chọn thành phố chủ nhà
Milano và Cortina d'Ampezzo đã được bầu làm thành phố chủ nhà vào ngày 24 tháng 6 năm 2019 tại Phiên họp IOC lần thứ 134 ở Lausanne, Thụy Sĩ. Hai thành viên IOC của Ý Franco Carraro và Giovanni Malagò, các thành viên IOC của Thụy Điển Gunilla Lindberg và Stefan Holm không đủ điều kiện để bỏ phiếu trong cuộc bầu cử thành phố chủ nhà này theo quy định của Hiến chương Olympic.
| Kết quả chạy đua đăng cai Thế vận hội Mùa đông 2026 | Kết quả chạy đua đăng cai Thế vận hội Mùa đông 2026 | Kết quả chạy đua đăng cai Thế vận hội Mùa đông 2026 |
| Thành phố                                           | Quốc gia                                            | Phiếu bầu                                           |
| --------------------------------------------------- | --------------------------------------------------- | --------------------------------------------------- |
| Milano–Cortina d'Ampezzo                            | Ý                                                   | 47                                                  |
| Stockholm–Åre                                       | Thụy Điển                                           | 34                                                  |
| Một không bỏ phiếu                                  |                                                     |                                                     |

## Địa điểm

### CụmMilano
- Sân vận động San Siro – lễ khai mạc
- PalaItalia Santa Giulia – địa điểm khúc côn cầu trên băng chính (kế hoạch bất chấp đại hội thể thao)
- PalaLido – địa điểm khúc côn cầu trên băng thứ hai
- Piazza del Duomo - Medal Plaza

### Địa điểm độc lậpAssago
- Mediolanum Forum – trượt băng nghệ thuật, trượt băng tốc độ cự ly ngắn

### CụmValtellina
- Stelvio Slope, Bormio – trượt tuyết đổ đèo
- Mottolino/Sitas-Tagliede/Carosello 3000, Livigno – trượt ván trên tuyết, trượt tuyết tự do

### CụmCortina d'Ampezzo
- Olimpia delle Tofane Slope, Cortina d'Ampezzo – trượt tuyết đổ đèo (khu nghỉ dưỡng kỹ thuật đang được xây dựng cho Giải vô địch trượt tuyết đổ đèo thế giới FIS 2021)
- Pista Eugenio Monti, Cortina – xe trượt lòng máng, trượt băng nằm ngửa và trượt băng nằm sấp (công trình hiện đại hóa và chiếu sáng)
- Sân vận động Olympic Del Ghiaccio, Cortina – bi đá trên băng
- South Tyrol Arena, Antholz – hai môn phối hợp

### CụmVal di Fiemme
- Sân vận động salto "Giuseppe Dal Ben", Predazzo – trượt tuyết nhảy xa, hai môn phối hợp Bắc Âu (yêu cầu lưới gió)
- Sân vận động băng đồng Lago di Tesero, Tesero – trượt tuyết băng đồng, hai môn phối hợp Bắc Âu
- Sân băng Piné, Baselga di Piné – trượt băng tốc độ (địa điểm sẽ được xây dựng lại)

### Verona
- Verona Arena – lễ bế mạc

## Môn thể thao
1. Hai môn phối hợp
  -  Hai môn phối hợp (11) (chi tiết)

1. Xe trượt lòng máng
  -  Xe trượt lòng máng (4) (chi tiết)

1. Bi đá trên băng
  -  Bi đá trên băng (3) (chi tiết)

1. Khúc côn cầu trên băng
  -  Khúc côn cầu trên băng (2) (chi tiết)

1. Trượt băng nằm ngửa
  -  Trượt băng nằm ngửa (4) (chi tiết)

1. Trượt băng
  -  Trượt băng nghệ thuật (5) (chi tiết)

1. -  Trượt băng tốc độ cự ly ngắn (9) (chi tiết)

1. -  Trượt băng tốc độ (14) (chi tiết)

1. Trượt băng nằm sấp
  -  Trượt băng nằm sấp (2) (chi tiết)

1. Trượt tuyết
  -  Trượt tuyết đổ đèo (11) (chi tiết)

1. -  Trượt tuyết băng đồng (12) (chi tiết)

1. -  Trượt tuyết tự do (13) (chi tiết)

1. -  Hai môn phối hợp Bắc Âu (3) (chi tiết)

1. -  Trượt tuyết nhảy xa (5) (chi tiết)

1. -  Trượt ván trên tuyết (11) (chi tiết)

1. Trượt tuyết leo núi
  -  Trượt tuyết leo núi (5) (chi tiết)

Các số trong dấu ngoặc đơn cho biết số nội dung thi đấu huy chương được tranh tài trong mỗi phân môn riêng biệt.
Vào ngày 18 tháng 6 năm 2021, Ủy ban Olympic Quốc tế đã ban hành một đề xuất cho một môn thể thao mùa đông mới, trượt tuyết leo núi cho Thế vận hội Mùa đông 2026. Đề xuất này đã được phê duyệt trong phiên họp của IOC ở Tokyo vào ngày 20 tháng 7.

## Bản quyền phát sóng
- Albania - RTSH
- Úc - Nine Network
- Áo - ORF
- Bỉ - RTBF, VRT
- Brazil – Grupo Globo[7]
- Bulgaria - BNT
- Canada - CBC/Radio-Canada, TSN, RDS
- Trung Quốc – CMG[8]
- Croatia - HRT
- Cộng hoà Séc - ČT
- Đan Mạch - DR, TV 2
- Châu Âu - EBU, Warner Bros. Discovery
- Estonia - ERR
- Phần Lan - Yle
- Pháp - France Télévision
- Đức - ARD, ZDF
- Hy Lạp - ERT
- Hungary - MTVA
- Iceland - RÚV
- Ireland - RTÉ
- Israel - Sports Channel
- Ý - RAI
- Nhật Bản – Japan Consortium[9]
- Latvia - LTV
- Lithuania - LRT
- Ma Cao - TDM
- Montenegro - RTCG
- Hà Lan - NOS
- Bắc Triều Tiên – JTBC[10]
- Na Uy - NRK
- Ba Lan - TVP
- Slovakia - RTVS
- Slovenia - RTV
- Tây Ban Nha - RTVE
- Hàn Quốc – JTBC[10]
- Thuỵ Điển - SVT
- Thuỵ Sỹ - SRG SSR
- Ukraine - Suspiline
- Anh Quốc - BBC
- Hoa Kỳ - NBCUniversal[11]